# إيداع قانوني

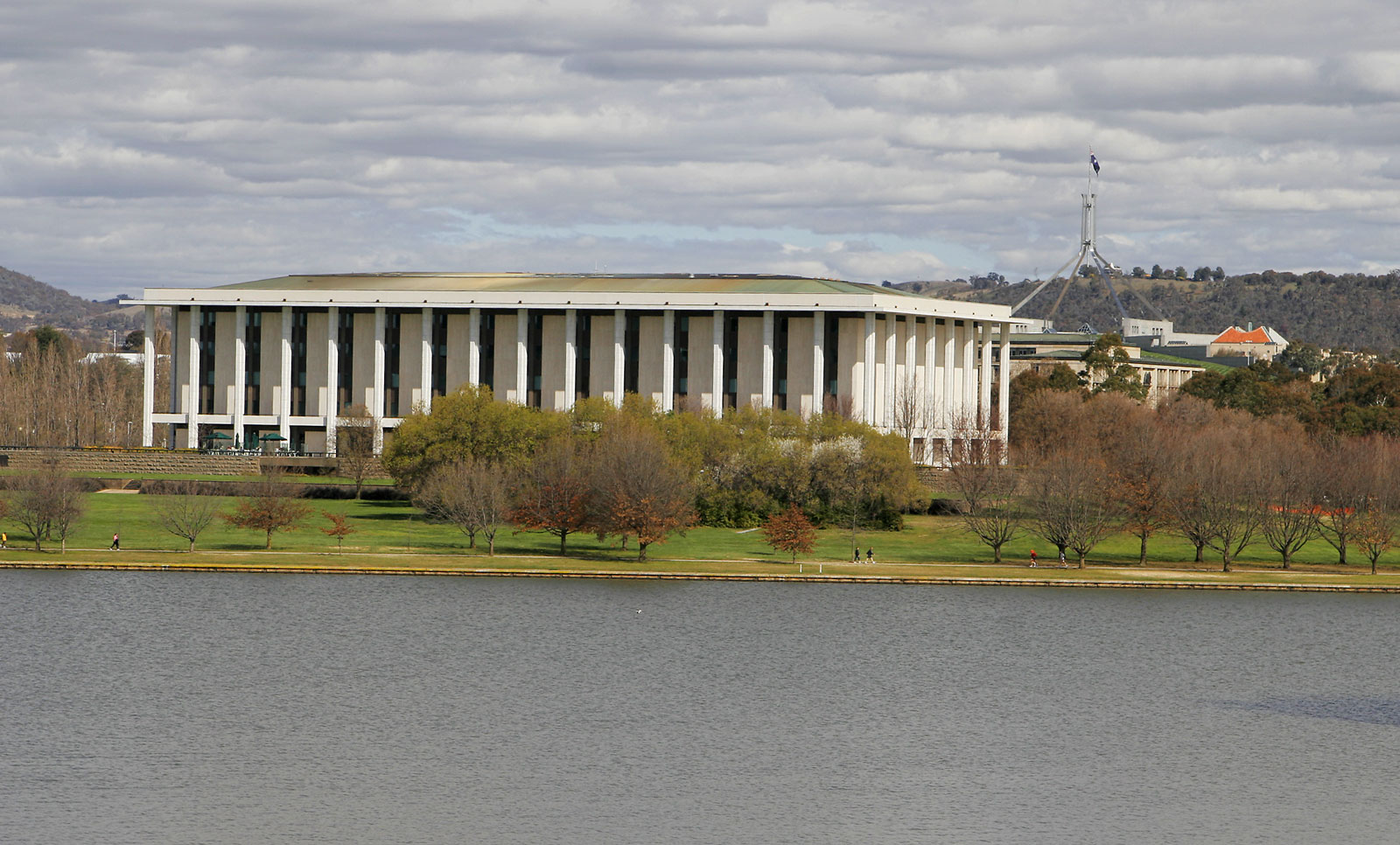
المكتبة الوطنية الأسترالية

الإيداع القانوني (بالإنجليزية: Legal deposit)‏ هو مجموعة من القوانين والتشريعات التي تشرع من الدولة وتلزم كل منشئ عمل فكري أو ثقافي بإيداع نسخ مجانية من إعمالهم (كتب/ مقالات/ تقارير/ رسائل جامعية/ خرائط / الأفلام / التسجيلات الصوتية وغيرها من مصادر المعلومات) سواء كانت في شكل رقمي أو تقليدي وترسل إلي موقع الإيداع. و في الغالب المكتبة الوطنية هي الجهة المسئولة عن الإجراءات التنفيذية للإيداع، وقد تشترك المكتبة الوطنية مع جهات وطنية في جمع مواد الإيداع القانوني.وتختلف كل دولة عن الأخرى في مجالات تطبيق قانون الإيداع القانوني، من حيث المواد الخاضعة للإيداع والملزمون بالإيداع والمؤسسات المؤهلة لاستقباله وعدد النسخ الواجب إيداعها وكذلك الأحكام التنظيمية والجزائية.

## أهداف الإيداع القانوني
1. المحافظة علي النتاج الفكري والثقافي.
2. حماية حقوق المؤلف.
3. وسيلة جيدة لتنمية وتنظيم مجموعات (المكتبة أو الجهة المسئولة) عن الإيداع وفق منظومة واحدة.
4. جمع وحفظ التراث الفكري والثقافي للدولة.
5. إتاحة النتاج الفكري والثقافي للمستفيدين.
6. يساعد على ترويج الإعمال الفكرية والثقافية من خلال إصدار الببليوجرافية الوطنية والفهارس الوطنية ونشرات الإيداع.
7. توثيق ورقمنه الأعمال الفكرية.[1]

## أوروبا

### المملكة المتحدة
توجد ست مكتبات في بريطانيا ينص القانون على أحقيتها في المطالبة في أي كتاب يصدر في المملكة المتحدة وهي كالآتي:
- المكتبة البريطانية بلندن
- مكتبة بودلي التابعة لجامعة أكسفورد
- مكتبة جامعة كامبريدج
- المكتبة الوطنية الاسكتلندية
- المكتبة الوطنية الويلزية
- مكتبة كلية الثالوث، دبلن

## الدول العربية

### لبنان
في عام 1924م صدر قانون الإيداع القانوني، وتعد المكتبة الوطنية اللبنانية حاليا هي الجهة المسئولة عن تفعيل قانون الإيداع الذي يلزم منشئ العمل بإيداع أعمالهم الفكرية والثقافية لدي المكتبة الوطنية

### مصر
أصدرت سنة 1954م قانون حماية حق المؤلف، وتعد إدارة الإيداع القانوني بدار الكتب والوثائق القومية هي الجهة المسئولة عن تنفيذ القرارات بحفظ الحقوق الفكرية .

### السعودية
صدر نظام الإيداع بتاريخ 7-9-1412هـ ، و الجهة المسئولة عن تنفيذ نظام الإيداع هي مكتبة الملك فهد الوطنية. و تهدف المكتبة إلي حصر وجمع و ضبط كل عمل فكري سعودي.

### العراق
صدر قانون الإيداع القانوني في سنة 1970م، وتتولي دار الكتب والوثائق الوطنية خدمة الإيداع، حيث تلزم الناشر أو المؤلف بإيداع خمس نسخ من أعمالهم لدى دار الكتب والوثائق

### الجزائر
صدر قانون الإيداع القانوني سنة 1954م، وتتولي المكتبة الوطنية الجزائرية مهام خدمات الإيداع القانوني

### قطر
تقوم دار الكتب القطرية بمهام المكتبة الوطنية، وصدر في عام 1982م قانون إيداع المصنفات بدار الكتب القطرية الذي يلزم المؤلف والناشر و الطابع بإيداع نسخ من كل مطبوع بمركز الإيداع .

### عمان
صدر المرسوم السلطاني قانون المطبوعات والنشر في 1404 هـ، والذي يلزم الطابع بان يودع عدد من النسخ قبل إصدار المطبوع، وتعد وزارة الإعلام في السلطنة هي الجهة المخولة باستلام النسخ من الطابع .

### المغرب
صدر في عام 1424هـ مشروع قانون رقم 69,99 بشان الإيداع القانوني، ويشير الإيداع القانوني إلي إلزام كل فرد أو معنوي له إنتاج موثق وموجه للعموم، ويتم إيداع نسخ من المصنفات إلي المكتبة الوطنية للمملكة المغربية أو المصلحة الإدارية المرخصة لها .

### الأردن
صدر نظام إيداع المصنفات لدي المكتبة الوطنية سنة 1994م، وتعد المكتبة الوطنية هي الجهة المسئولة عن استقبال مصادر المعلومات المودعة، حيث يلزم النظام إيداع المصنفات المنشورة أو المطبوعة في الدولة سواء في الدولة أو خارجها لمؤلف أردني .

### سوريا
تتولي مكتبة الأسد الوطنية مهام الإيداع القانوني وذلك بإلزام الناشر أو المؤلف بإيداع خمس نسخ قبل تداولها